# Metalpar
Industrias Metalúrgicas Paredes S.A. (más conocida por su sigla Metalpar) es una empresa chilena dedicada a la fabricación de carrocerías de  buses. La empresa es propiedad de la familia chilena Paredes, en Chile. También poseía una filial en Argentina, la cual estaba repartida en partes iguales con la brasileña Marcopolo hasta su cierre en 2019.

## Historia
Metalpar nace en 1966 como un proyecto del empresario Amado Paredes Cárdenas y sus hijos, empezando a trabajar en un pequeño galpón en la comuna de La Reina en Santiago.
En 1976 se trasladó a su ubicación actual, en Camino a Melipilla 9236, en la comuna de Maipú. Ese mismo año Metalpar toma la distribución oficial de Mercedes Benz para importar desde Brasil los chasis a carrozarse en Chile, hasta que en 1981 Metalpar se convirtió en una de las más importantes empresas fabricantes de buses en Chile.
En 1986 se lanzan al mercado los modelos de taxibuses Tacora y Llaima sobre el chasis MB 608D y en 1987 se incluyen los mismos modelos, pero con chasis y motorización de un MB 708E. En ese mismo año, salen a la venta los modelos de autobuses urbanos Nahuelbuta y Manquehue. Ese mismo año, es fabricado con acero y vidrio blindado el Papamóvil que usó el Papa Juan Pablo II, sobre la base de un chasis de taxibus LO708E, por el que fueron fabricados los modelos Llaima y Tacora.
En 1988 Metalpar comienza a refaccionar y a comercializar el Mercedes-Benz O 365.
En 1991 se lanzan los modelos Petrohué y Pucará y se relanza el modelo Manquehue renombrándolo como Manquehue II.
En 1992 se lanza otra versión del modelo Pucará, el Pucará II.
En 1993 se relanza el modelo Petrohué renombrándolo como Petrohué Ecológico ya que traía un chasis con tecnología no contaminante, de este mismo modelo en 1995 también se fabricó una versión más larga y con tres puertas en vez de dos.
En 1994 se fabrica a pedido solo para la Fuerza Aérea de Chile el modelo Jumbo, un remolque carrozado como autobús (similar al "camello" cubano o al "papa-fila" brasileño), e impulsado por un tractocamión Mercedes-Benz.
En 1995 se relanza el modelo Petrohué renombrándolo como Petrohué 2000 y sale al mercado por primera vez un modelo de media distancia, el Yelcho.
En 1997 se relanza el modelo Pucará renombrándolo como Pucará 2000, ese mismo año la empresa abre una filial en Argentina, adquiriendo las instalaciones de la carrocería Bus, denominándose Bus-Metalpar. Al año siguiente la filial argentina lanza el modelo Fénix, sobre el chasis MB OH1621L.
En 1998 debido al éxito rotundo que obtuvo el modelo Pucará 2000, Metalpar comienza a exportar el taxibus Ciferal Agilis, refaccionando su interior con su clásico modelo de asientos. Esto se debe a los grandes pedidos que el microbús Pucara 2000 tenía y la carrocera no podía fabricar en grandes masas entregándole a los dueños que habían realizado el pedido de su taxibus el nuevo bus importado.
En 1999 sale al mercado por primera vez un bus tipo interprovincial, el modelo Lonquimay, También ese mismo año se renueva el modelo Pucara 2000 esta vez fabricado en chasis LO 914.
En 2000 Metalpar fabrica una única versión de su modelo Lonquimay carrozada en chasis Scania. La filial argentina produce dos prototipos del Fénix, uno sobre MB OH1721L-sb y otro sobre OH1115L-sb.
En 2001 Metalpar comienza a trabajar con chasis de la marca Volkswagen y ese mismo año se fabrican versiones del modelo Lonquimay en chasis AB Volvo. También ese año se lanza el modelo Aysén el único carrozado en chasis Mitsubishi.

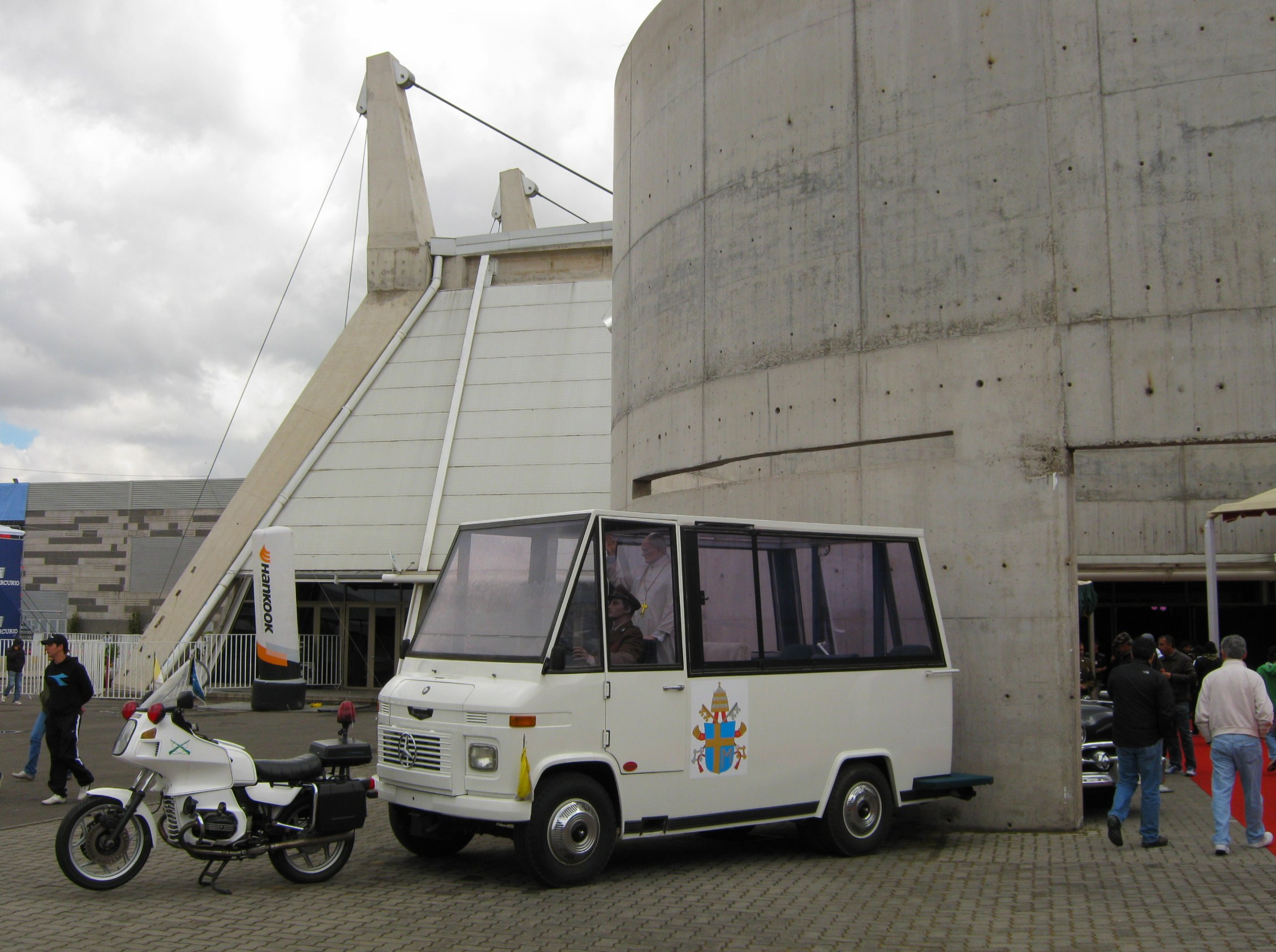
El Papa Móvil; gracias a este bus se fabricaron los modelos Tacora y Llaima.

La filial argentina pasa a llamarse Metalpar Argentina y se lanzan los modelos Tango, Milonga y Aconcagua.
En 2002 se lanza el modelo Tronador, que son los que más se venden en Argentina. 
En 2003 se relanza el modelo Pucará renombrándolo como Pucará Evolution IV. Este modelo utiliza motores MB LO 712, LO 812 moderno, LO 914, LO 915 y Volkswagen 9-150.
En 2006 se lanza el Chapelco, versión interurbana del Tronador. Se carrozan las primeras unidades sobre chasis Agrale.
En 2009 los modelos Maitén e Iguazú son lanzados. Un año después la carrocera brasilera Marcopolo compra el 50% de las acciones de Metalpar Argentina. Se rediseñan el Iguazú (Iguazú II) y el Tronador, este último nombre aplicable a las versiones de motor delantero del Iguazú II (además de las versiones sobre MB OH1518XBC).
En 2011 se relanza el modelo Pucara IV con un frontal y focos traseros renovados.
En 2012 se lanza en modelo Puelche con su parte trasera similar a la del Tronador. Ese mismo año, Metalpar empezó a importar buses chinos (modelos Ralun y Rayen) y se le hacen pequeños cambios al modelo Pucara IV. Ese mismo año Metalpar Chile se vuelve un importador de autobuses de nacionalidad China (Marcas DongFeng,Youyi y Sunlong), no dejando de lado la manufactura Chilena.
A inicios de 2013 la sociedad Metalpar-Marcopolo Argentina adquieren la mayoría de la carrocera Metalsur, especializada en producir buses de media y larga distancia, de amplia experiencia en el país al ser la sucesora de la empresa Cametal. En 2013 Metalpar Chile se lanza un nuevo modelo de origen chino de la marca Youyi, nombrándolo Maule.
En 2014 se lanzan los modelos Pukara, Tronador, Toltén, Ranco, Puyehue (By Sunlong), Pukara V (By Sunlong/Armado en Metalpar) y se relanza Tronador (Metalpar Argentina) en versión intermunicipal y turismo, además se descontinúan los modelos Ralun y Rayen.
En 2015 Metalpar Chile deja de ser un fabricante de buses y se vuelve un importador de autobuses de nacionalidad china (marcas DongFeng, Youyi y Sunlong). Los últimos modelos Pucará IV son armados con motor Volkswagen en vez de motores Mercedes Benz y los modelos Pukara V By Sunlong son armados en Chile.
En 2016 Metalpar Chile, lanza el modelo Maule en versión turismo.
En 2016 Metalpar Argentina relanza el modelo Maitén, con varias similitudes a la línea Volare W-Fly de Marcopolo.[cita requerida]
En 2017 Metalpar Argentina relanza el modelo Iguazú, renombrandolo como Iguazú III.
En 2018 Metalpar Argentina relanza el modelo Tronador, renombrandolo como Tronador III.[cita requerida]
En 2019 Metalpar Argentina, cierra sus puertas tras 22 años tras unos años de caída en las ventas y a la crisis económica que afectaba a ese país, despidiendo a sus 600 empleados.

## Modelos en comercialización

### Metalpar Chile
- Maule (Youyi) (2013-presente)
- Pukará (By Sunlong) (2014-presente)

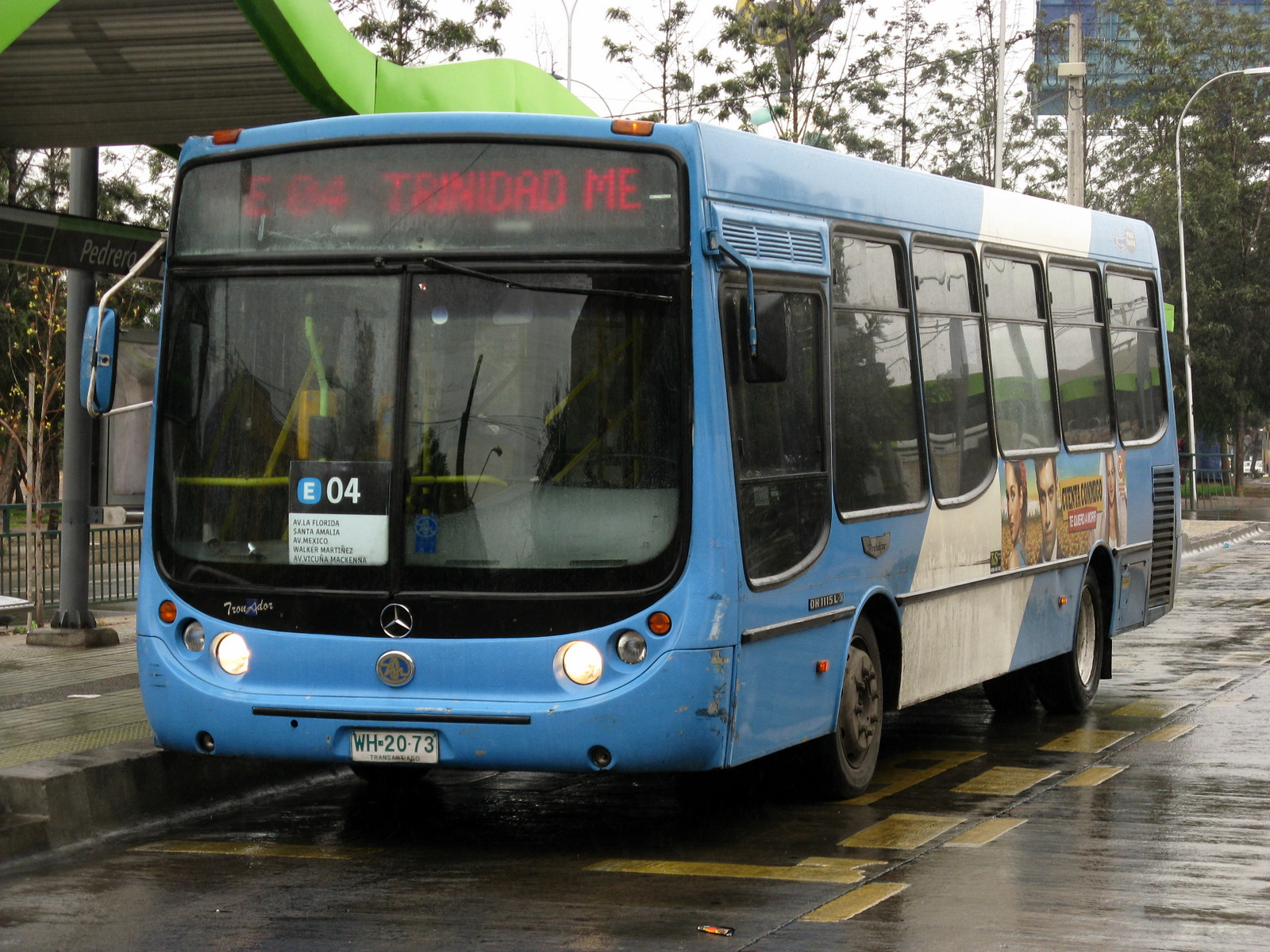
Metalpar Tronador en el Transantiago.

- SLK6939 (Sunlong) (2022-presente)

## Modelos en circulación
Metalpar Chile
- Puelche (2012-2013) (Unidad 99% destinada a Perú)
- Pucará Evolutión IV (2003-2013)
- Ranco (Sunlong) (2014-2016)
- Pukara V (By Sunlong/Metalpar Chile) (2014) (solo se fabricaron 2 unidades).
- Tronador (By Metalpar Argentina) (Solo versión Turismo/Intermunicipal) (2014-2016)

Metalpar Argentina
- Tronador III  (2018-2019)
- Tronador II (2010-2018)
- Tronador I (2009-2010)
- Iguazú III (2017-2019)
- Iguazú II (2009-2017)

## Modelos descontinuados

### Fabricados en Chile
- Ami (1980-1986)
- Tacora (1987-1990)
- Nahuelbuta (1987-1990)
- Llaima (1987-1991)
- Manquehue (1987-1991)
- Manquehue II (1991-1993)
- Petrohué (1991-1993)
- Petrohué Ecológico (1993-1995)
- Pucará (1991-1996)
- Pucara II (1992-1995)
- Yelcho (1995-2002)
- Lonquimay (1999-2002)
- Pucará 2000 (1997-2002)
- Petrohué 2000 (1995-2002)
- Aysén (2001-2003) [Único modelo que utiliza motor japonés Mitsubishi]

### Provenientes de China
- Ralún II (Dong Feng) (2012-2013)
- Rayén (Youyi) (2012-2013)
- Welen I y II (Dong Feng) (2012-2013)

### Fabricados en Argentina
- Fénix (1998-2001)
  - Mercedes Benz OH 1621 L
  - Mercedes Benz OH 1721 L-SB (1 unidad)
  - Mercedes Benz OH 1115 L-SB (1 unidad)
- Milonga (1998-2004)
  - Mercedes Benz OH 1621 L
  - Mercedes Benz OF 1721
  - Mercedes Benz OF 1417
  - Volksbus 17.210 OD
- Aconcagua (2000-2006)
  - Mercedes Benz LO 814
  - Mercedes Benz LO 914
  - Agrale MA 8.5
  - Volksbus 9.150 OD
- Tango (1999-2004)
  - Mercedes Benz OH 1721 L-SB
  - Mercedes Benz OH 1521 L-SB
  - Mercedes Benz O 500 U (1 unidad)
  - Scania L 94 UB (1 unidad)
- Chapelco (2004-2006)
  - Mercedes Benz O 500 M
  - Scania K 94 IB (1 unidad)
- Tronador piso bajo (2001-2010)
  - Mercedes Benz OH 1115 L-SB
  - Mercedes Benz OH 1315 L-SB
  - Mercedes Benz O 500 U
  - Mercedes Benz O 500 U-XL (1 unidad)
  - Agrale MT 12 LE
- Tronador piso alto (2004-2010)
  - Mercedes Benz OF 1417
  - Mercedes Benz OF 1418
  - Mercedes Benz OF 1722
  - Mercedes Benz OH 1518 PA
  - Mercedes Benz BA 2522 MD
  - Agrale MA 15
  - Volksbus 17.210 OD
  - Volksbus 17.230 E-OD
  - Iveco CC 170 E22
- Iguazú (2007-2012)
  - Mercedes Benz O 500 UA
  - Mercedes Benz OH 1315 L-SB (1 unidad)
  - Mercedes Benz OH 1618 L-SB (1 unidad)
  - Agrale MT 12 LE (1 unidad)
  - Agrale MT 15 LE (1 unidad)
- Maitén I (2009-2012)
  - Mercedes Benz LO 915
  - Agrale MA 8.5
  - Volksbus 9.150 OD
- Iguazú II (2009-2017)
  - Mercedes Benz OH 1618 L-SB
  - Mercedes Benz OH 1718 L-SB
  - Mercedes Benz OH 1621 L-SB
  - Mercedes Benz OH 1721 L-SB
  - Mercedes Benz O 500 U
  - Mercedes Benz O 500 UA
  - Agrale MT 12 LE
  - Agrale MT 15 LE
  - Agrale MT 17 LE
  - Volksbus 18.280 E-OT LE
- Tronador II (2010-2018)
  - Mercedes Benz OF 1418
  - Mercedes Benz OF 1519
  - Mercedes Benz OF 1621
  - Mercedes Benz OF 1722
  - Mercedes Benz OF 1721
  - Mercedes Benz OF 1724
  - Mercedes Benz OH 1518 PA
  - Mercedes Benz BA 2522 MD
  - Agrale MA 15
  - Volksbus 15.190 E-OD
  - Volksbus 17.230 E-OD
  - Iveco CC 170 E22
  - TATSA D 10.5 F
- Maitén II (2016-2017)
  - Mercedes Benz LO 916
  - Agrale MA 9.2
- Iguazú III (2017-2019)
  - Mercedes Benz OH 1621 L-SB
  - Mercedes Benz OH 1721 L-SB
  - Mercedes Benz O 500 U
  - Agrale MT 15 LE
  - Agrale MT 17 LE
  - Volksbus 18.280 E-OT LE
  - Scania K 250 UB (1 unidad)
- Tronador III (2018-2019)
  - Mercedes Benz OF 1621
  - Mercedes Benz OF 1721
  - Mercedes Benz OF 1724
  - Mercedes Benz BA 2521 MD
  - Mercedes Benz BA 2524 MD
  - Agrale MA 15
  - Agrale MA 17
  - Volksbus 15.190 E-OD
  - Volksbus 17.230 E-OD
  - Iveco CC 170 E22

## Galería

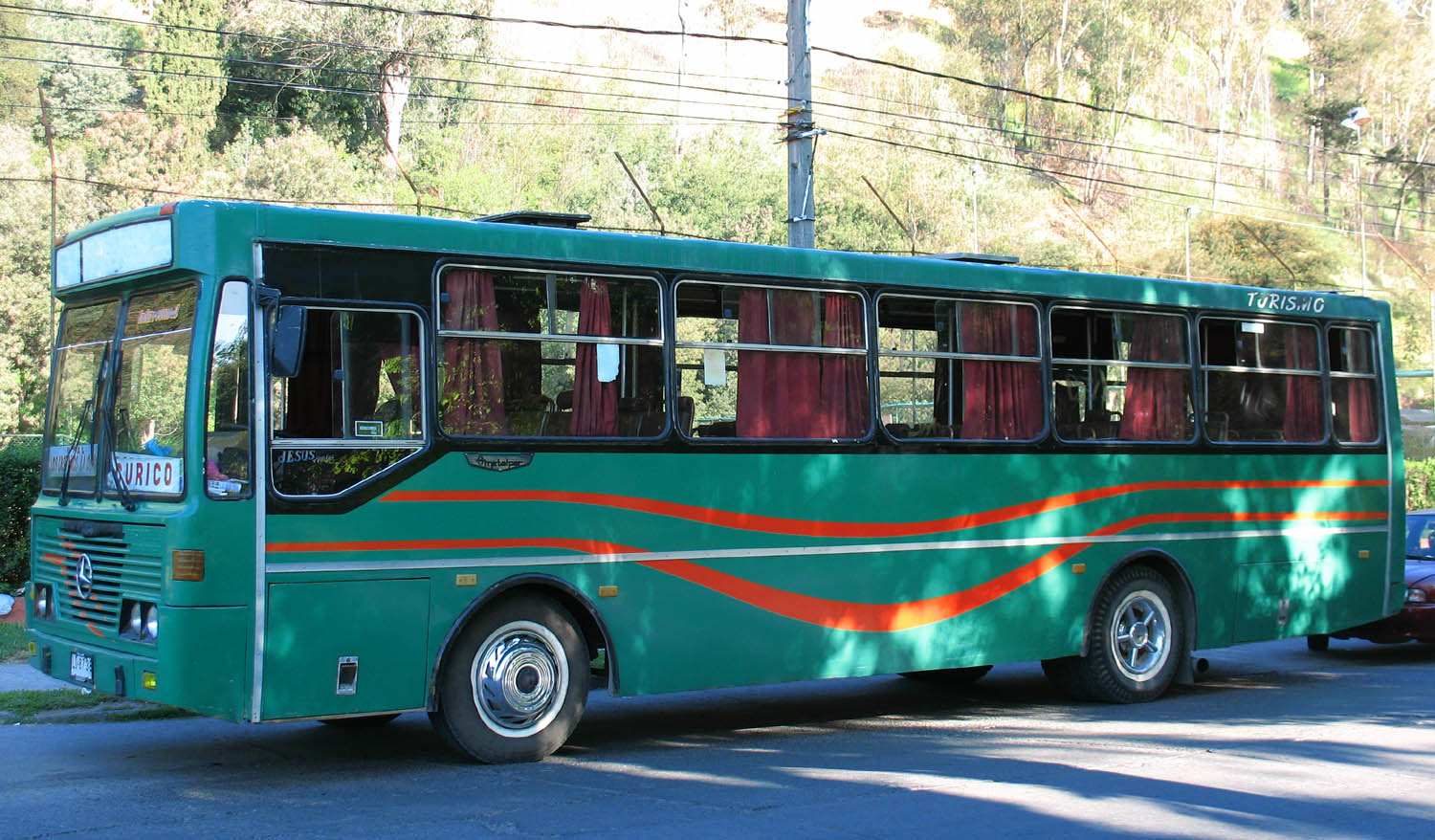
Metalpar Petrohué Ecológico Sobre Chasis MB OF1318 de 1994.
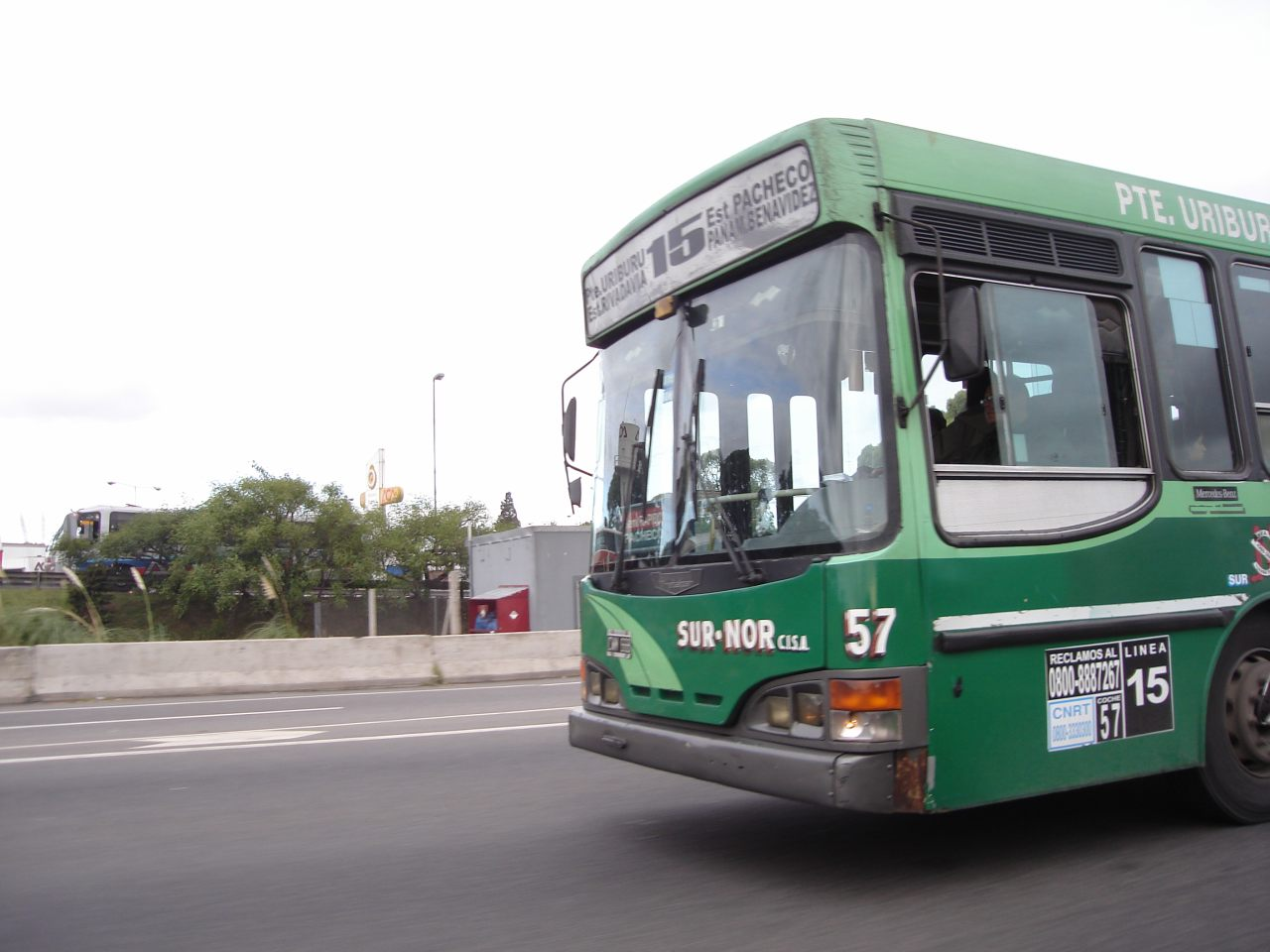
Metalpar Fenix Sobre Chasis MB OH1621L de 1998.
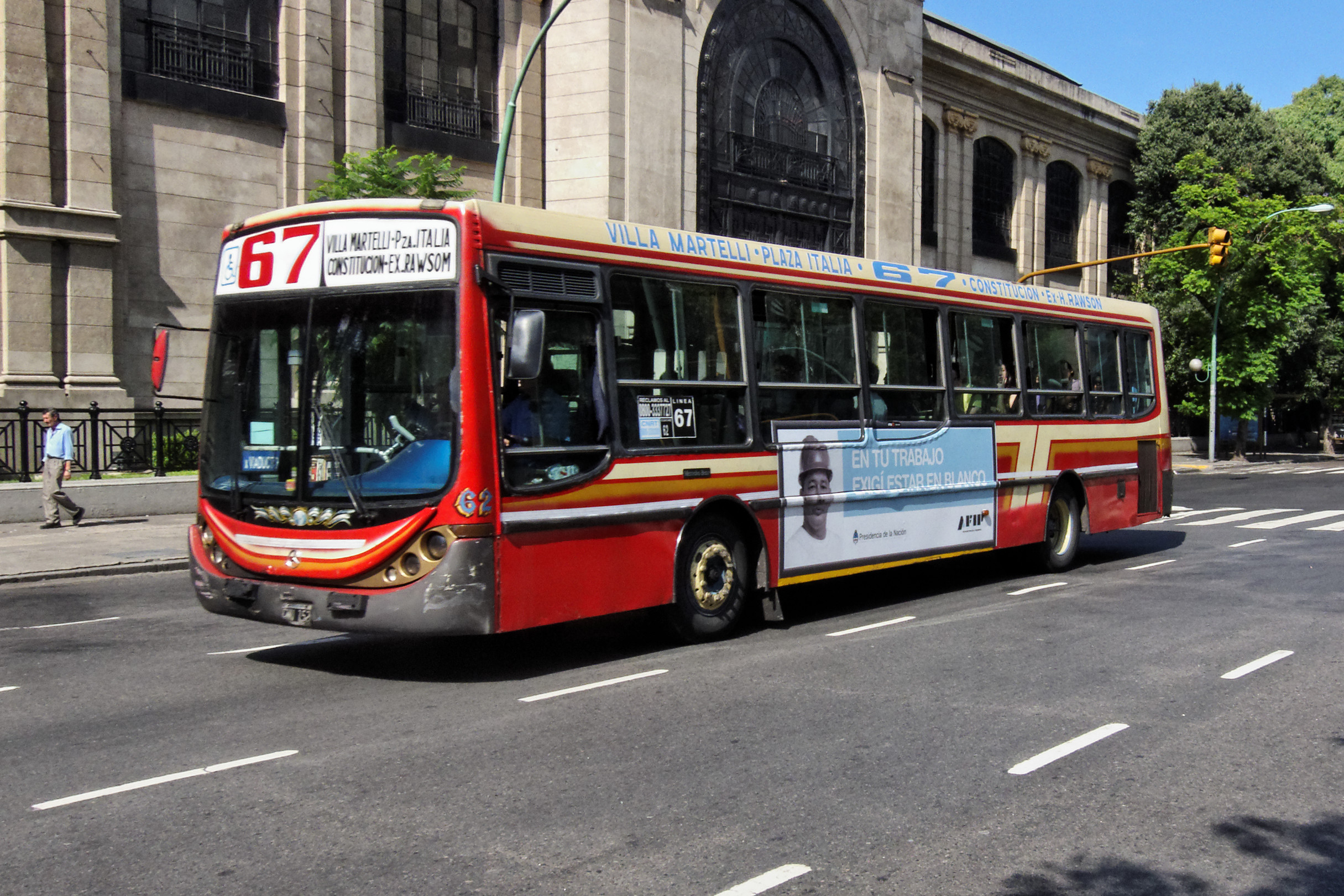
Metalpar Tango Sobre Chasis MB OH1721L-sb de 2000.
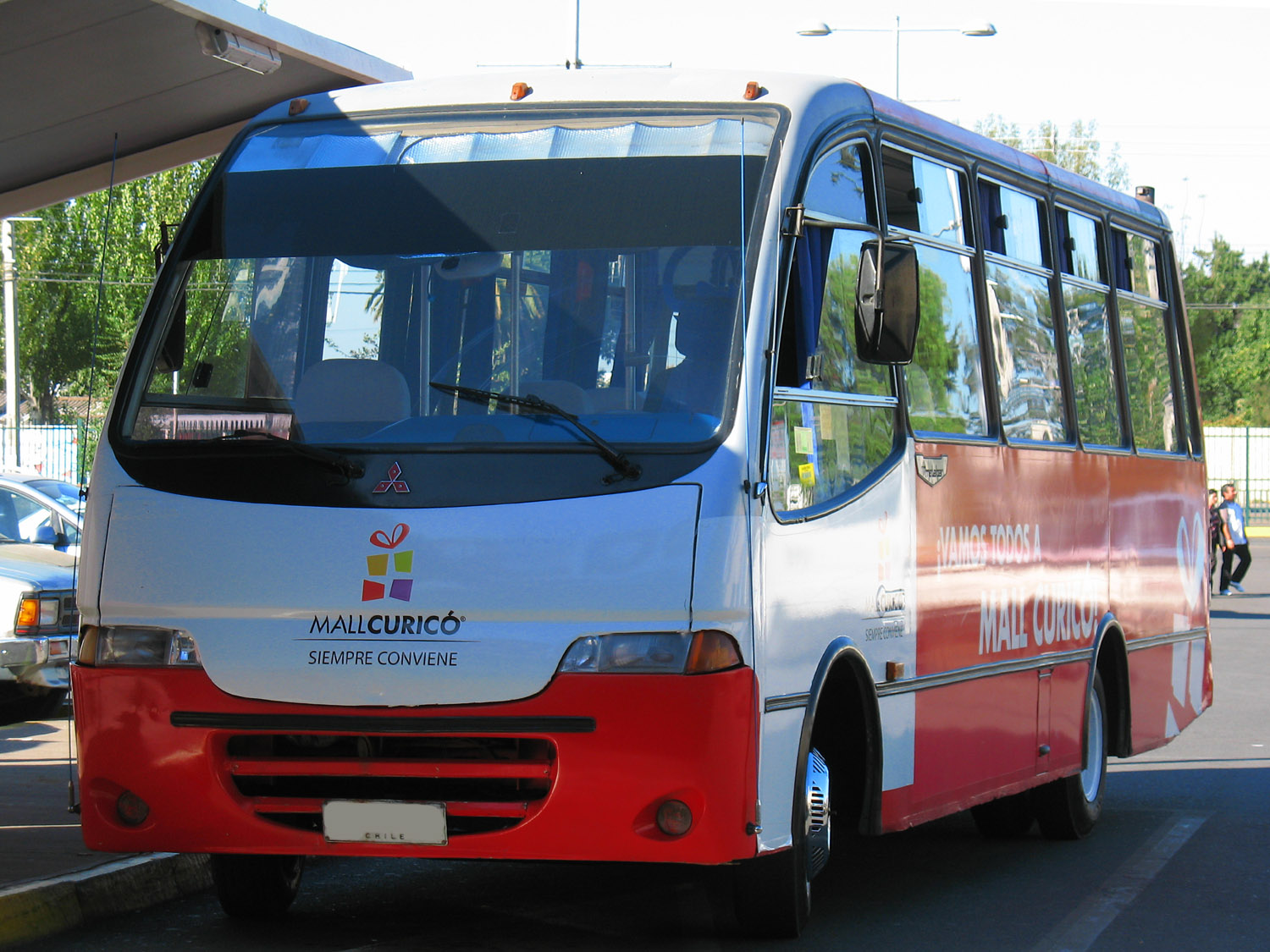
Metalpar Aysen Maxi Sobre Chasis Mitsubishi FE 685 de 2003.
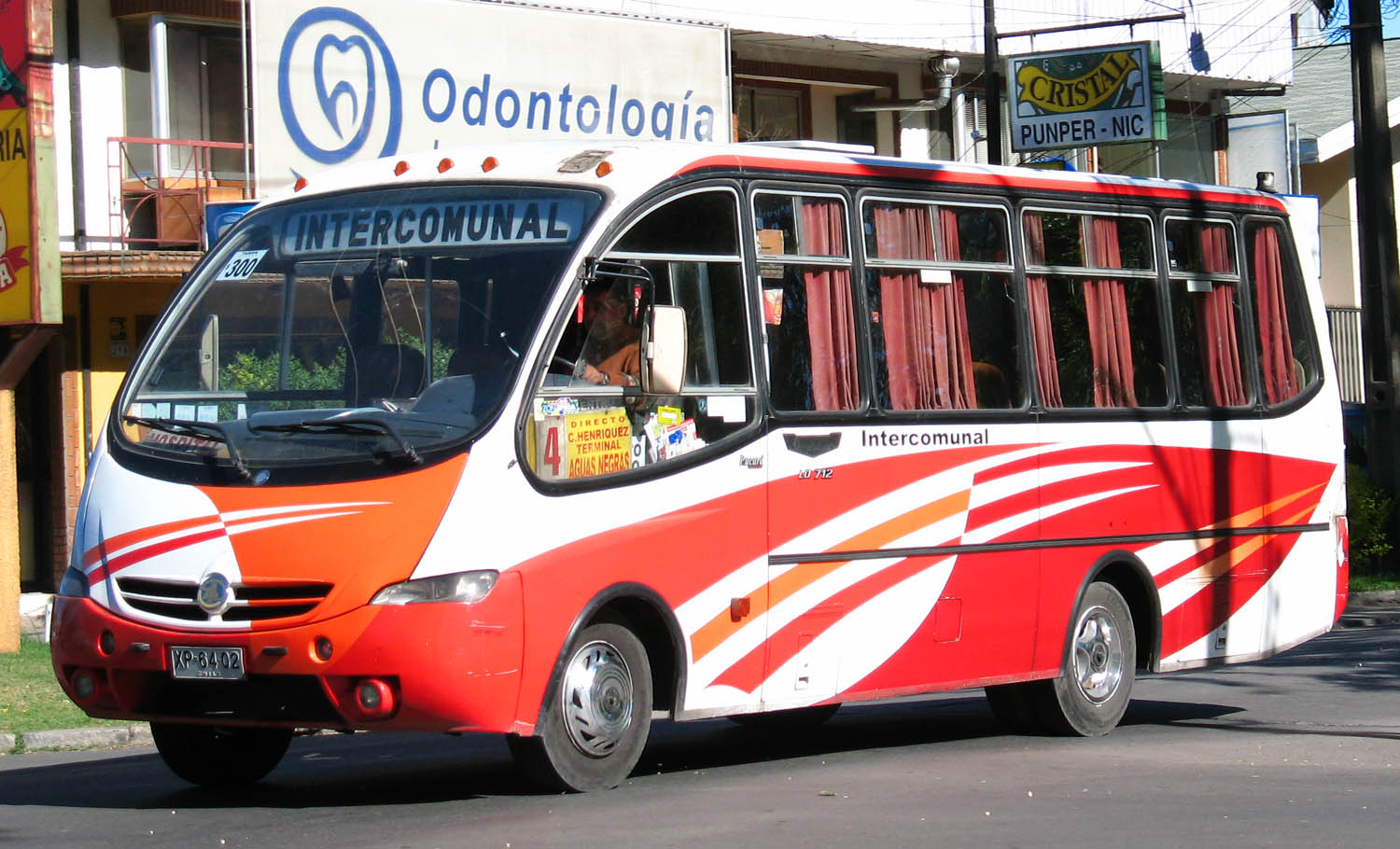
Metalpar Pucará Evolution IV Sobre Chasis MB LO712 de 2004.
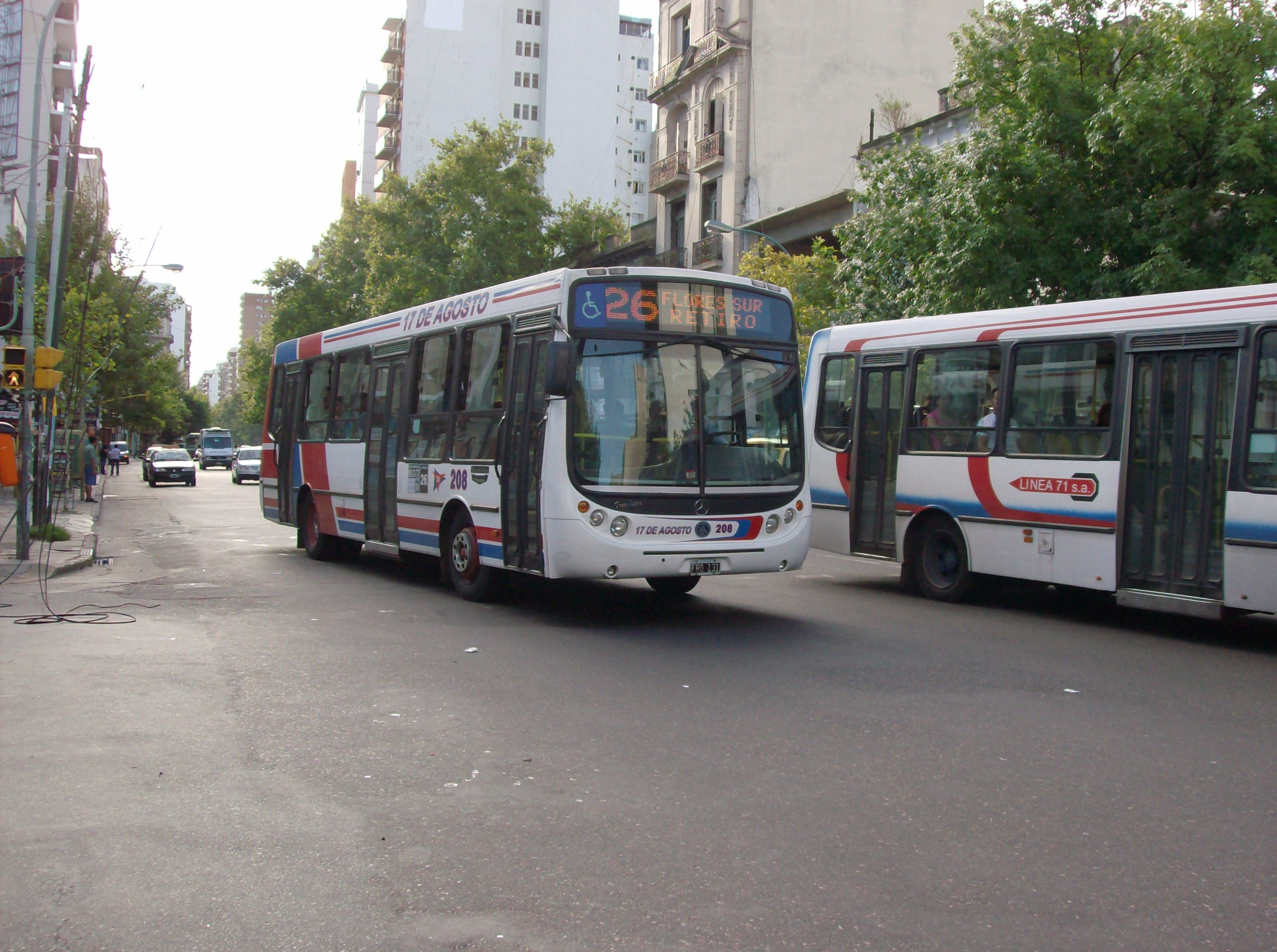
Metalpar Tronador I Sobre Chasis MB OH1315L-sb de 2006
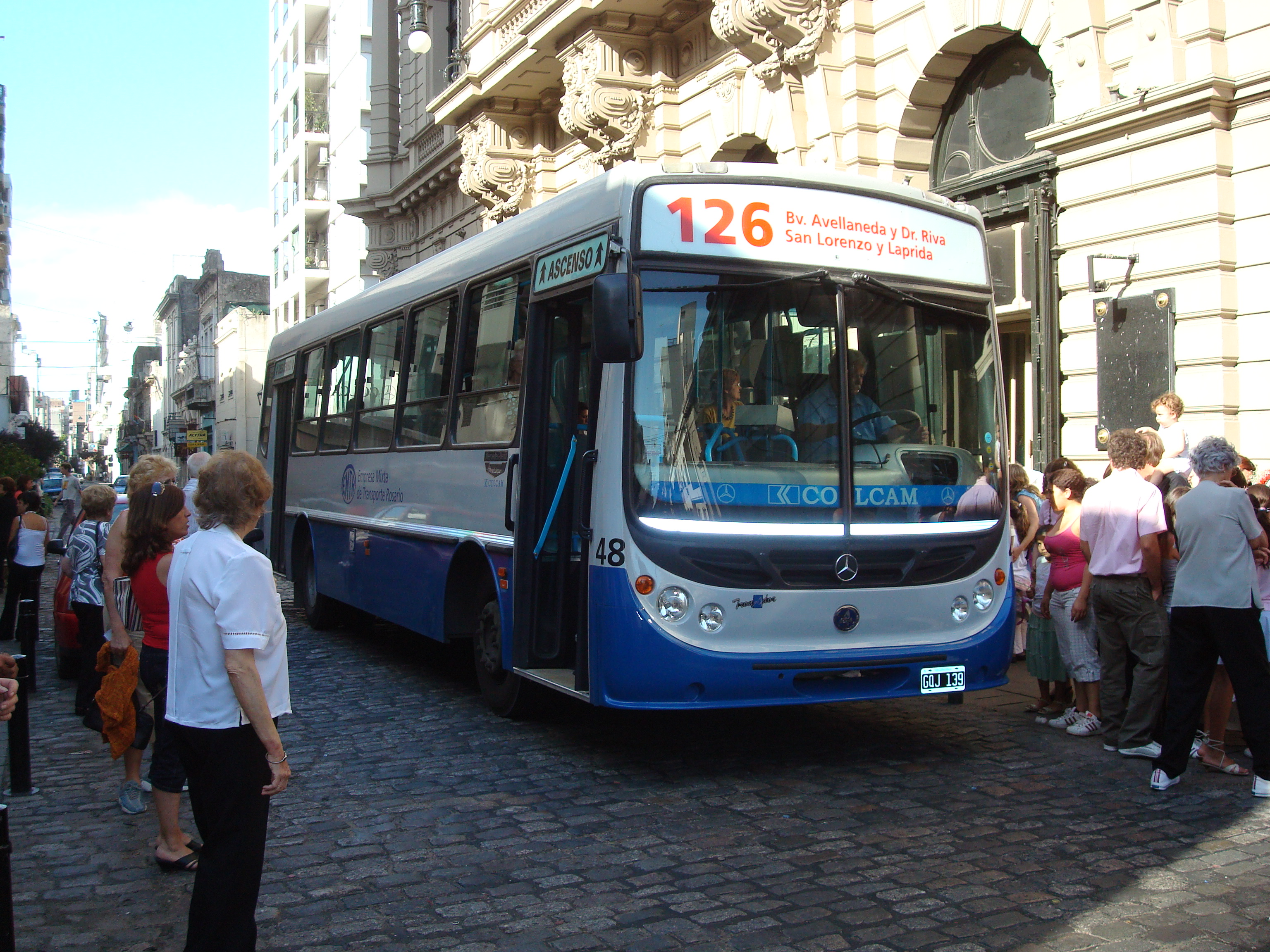
Metalpar Tronador I Sobre Chasis MB OF1418 de 2008.
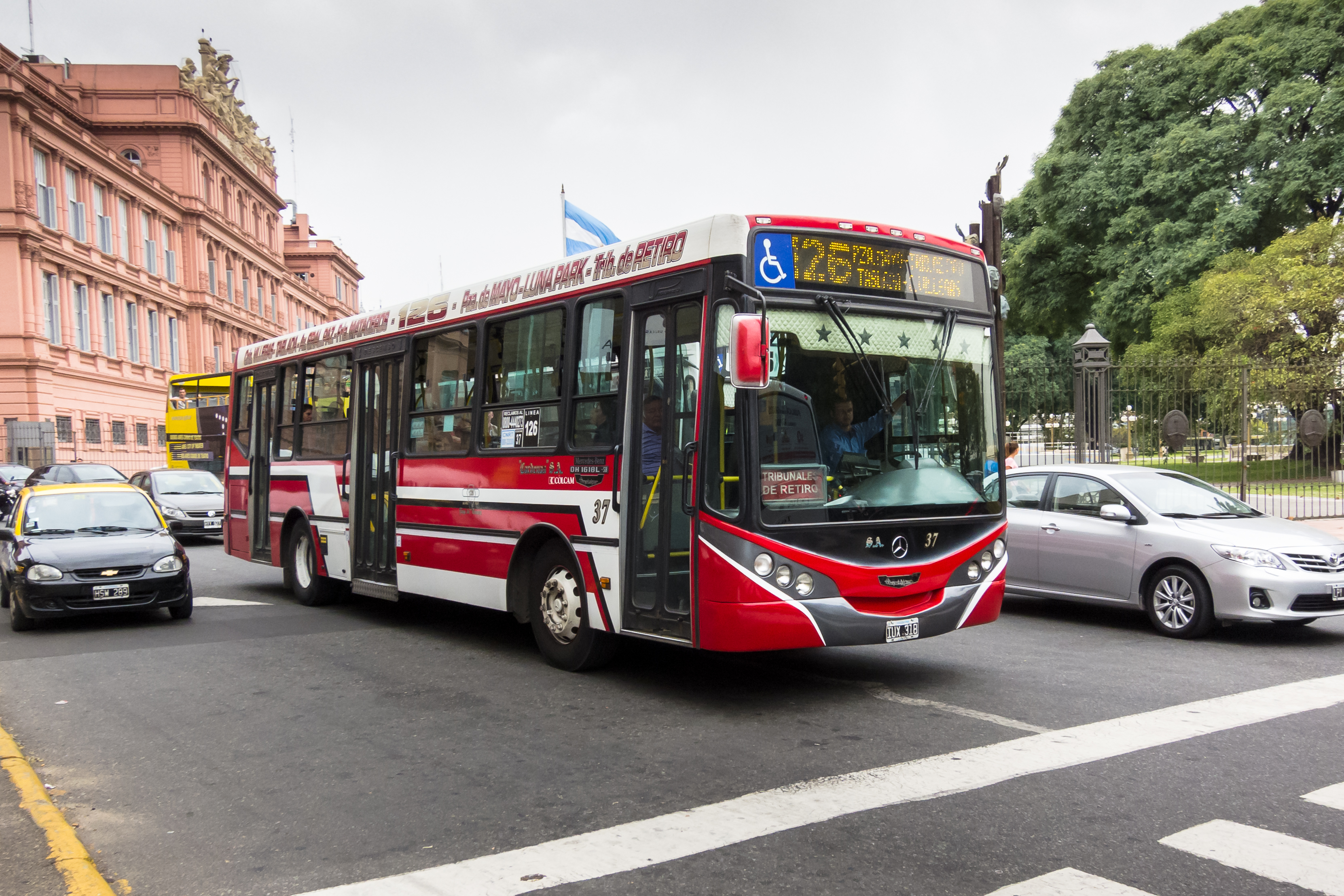
Metalpar Iguazu II Sobre Chasis MB OH1618L-sb de 2011.
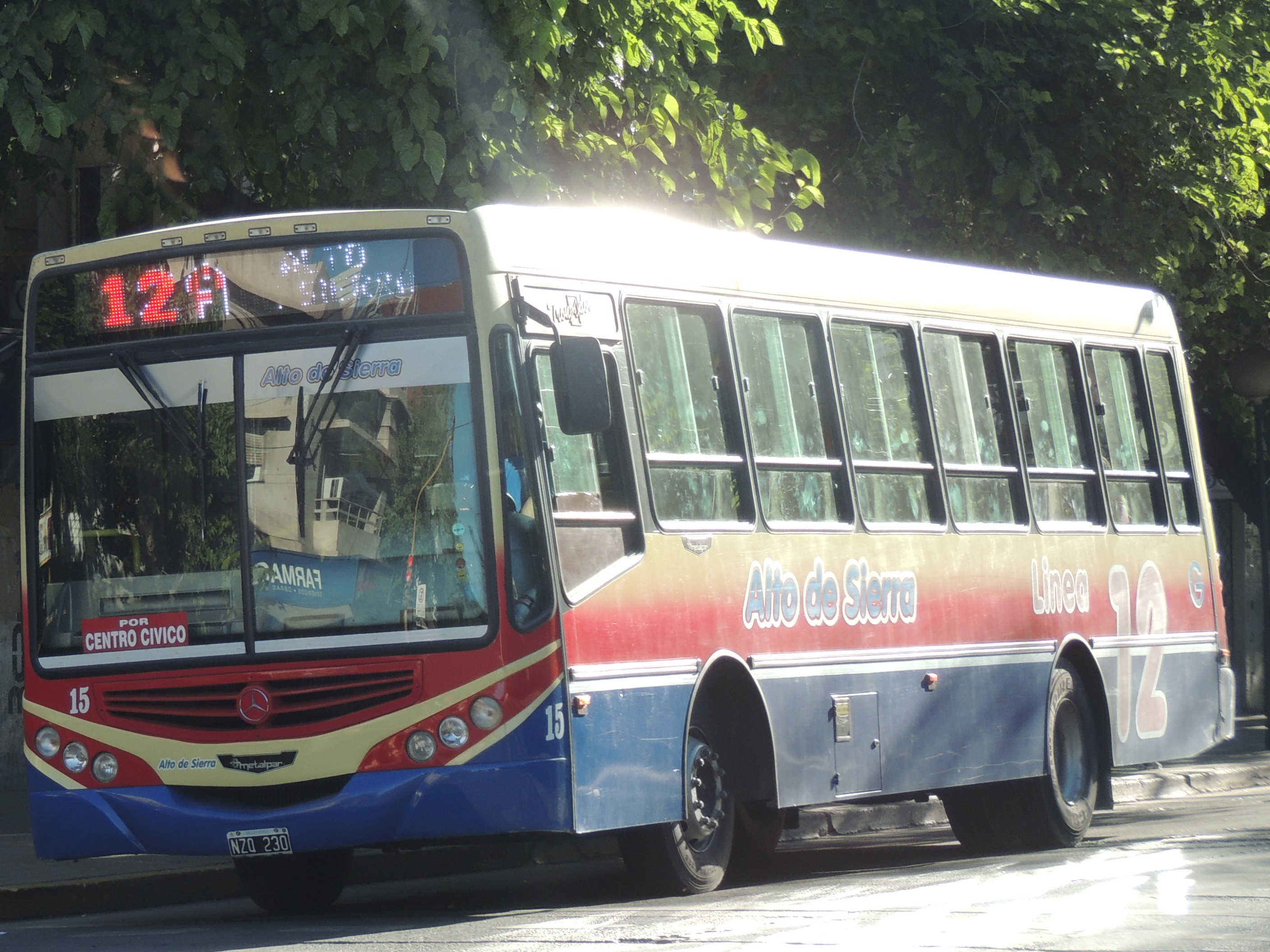
Metalpar Tronador II Sobre Chasis MB OF1418 de 2014.
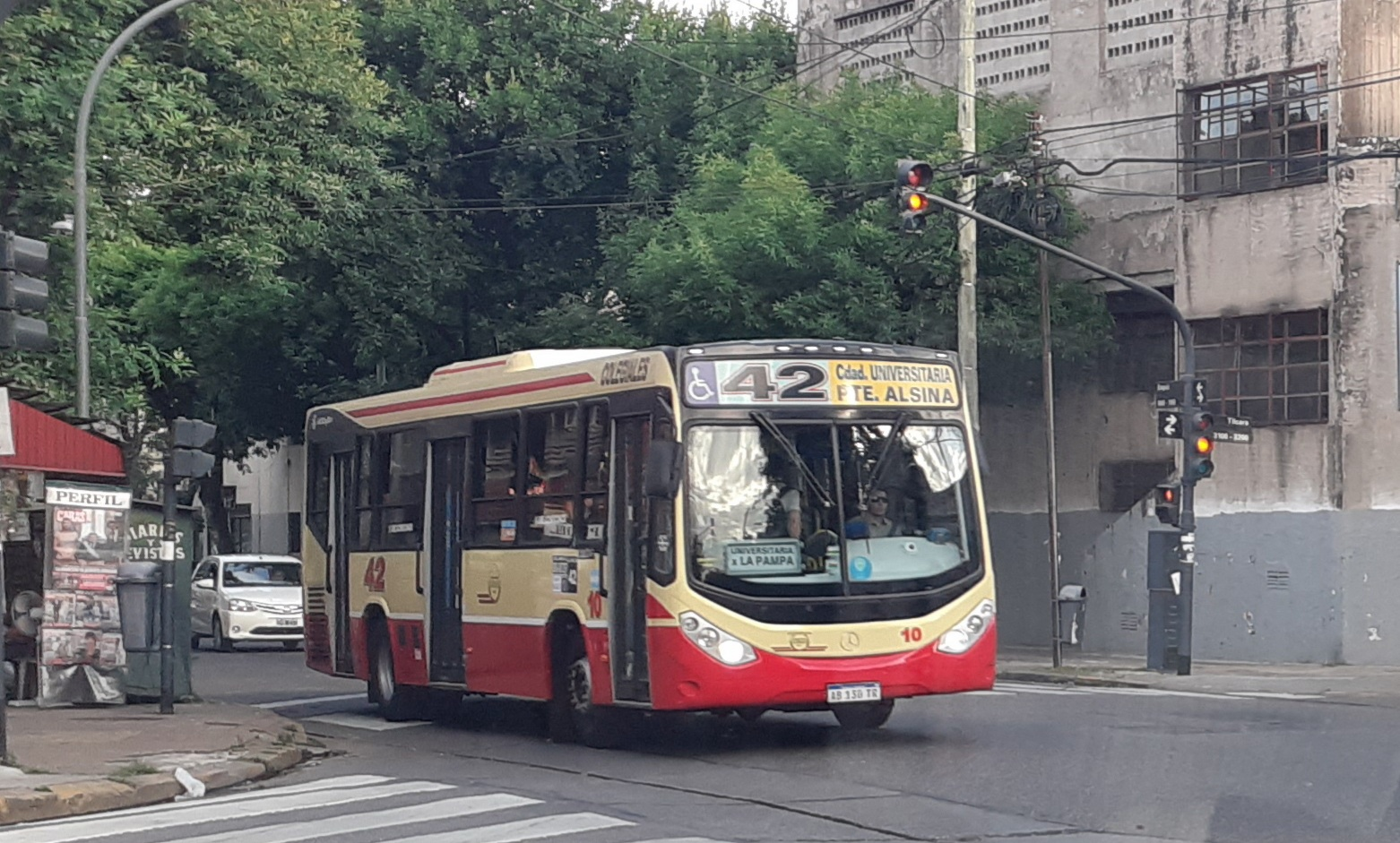
Metalpar Iguazu III Sobre Chasis MB OH1621L-sb Euro V de 2018.
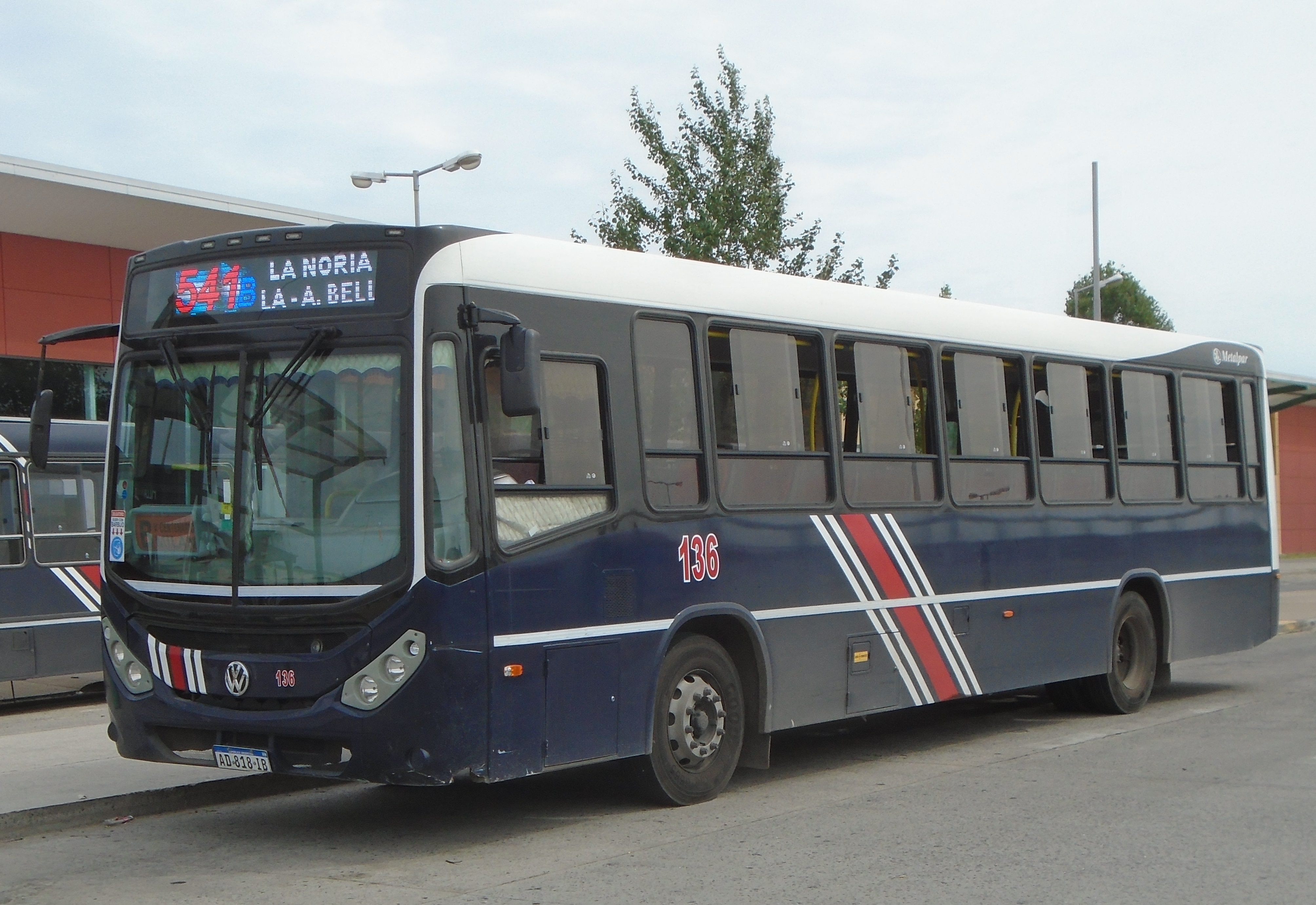
Metalpar Tronador III Sobre Chasis VW Volksbus 17.230 OD de 2018.